# Honduras na Letnich Igrzyskach Olimpijskich 2012
Honduras na Letnich Igrzyskach Olimpijskich 2012, które odbyły się w Londynie reprezentowało 27 zawodników. Nie zdobyli oni żadnego medalu.
Był to dziesiąty start reprezentacji Hondurasu na letnich igrzyskach olimpijskich.

## Reprezentanci

### Boks
Mężczyźni
| Zawodnik      | Konkurencja | 1/16             | 1/8              | Ćwierćfinał      | Półfinał         | Finał            | Finał   |
| Zawodnik      | Konkurencja | Przeciwnik Wynik | Przeciwnik Wynik | Przeciwnik Wynik | Przeciwnik Wynik | Przeciwnik Wynik | Miejsce |
| ------------- | ----------- | ---------------- | ---------------- | ---------------- | ---------------- | ---------------- | ------- |
| Bayron Molina | 49 kg       | Singh P RSC      | NQ               | NQ               | NQ               | NQ               | NQ      |

### Judo
Mężczyźni
| Zawodnik    | Konkurencja | 1/32                 | 1/16             | 1/8              | Ćwierćfinał      | Półfinał         | Repesaże         | O 3. miejsce     | Finał            | Finał   |
| Zawodnik    | Konkurencja | Przeciwnik Wynik     | Przeciwnik Wynik | Przeciwnik Wynik | Przeciwnik Wynik | Przeciwnik Wynik | Przeciwnik Wynik | Przeciwnik Wynik | Przeciwnik Wynik | Pozycja |
| ----------- | ----------- | -------------------- | ---------------- | ---------------- | ---------------- | ---------------- | ---------------- | ---------------- | ---------------- | ------- |
| Kenny Godoy | - 60 kg     | Gourouza P 0000-0100 | NQ               | NQ               | NQ               | NQ               | NQ               | NQ               | NQ               | NQ      |

### Lekkoatletyka
Mężczyźni
| Zawodnik       | Konkurencja                | Eliminacje | Eliminacje | Ćwierćfinał | Ćwierćfinał | Półfinał | Półfinał | Finał | Finał   |
| Zawodnik       | Konkurencja                | Wynik      | Miejsce    | Wynik       | Miejsce     | Wynik    | Miejsce  | Wynik | Miejsce |
| -------------- | -------------------------- | ---------- | ---------- | ----------- | ----------- | -------- | -------- | ----- | ------- |
| Ronald Bennett | bieg na 110 m przez płotki | 14.45      | 9.         | —           | —           | NQ       | NQ       | NQ    | NQ      |

Kobiety
| Zawodniczka     | Konkurencja                | Eliminacje | Eliminacje | Ćwierćfinał | Ćwierćfinał | Półfinał | Półfinał | Finał | Finał   |
| Zawodniczka     | Konkurencja                | Wynik      | Miejsce    | Wynik       | Miejsce     | Wynik    | Miejsce  | Wynik | Miejsce |
| --------------- | -------------------------- | ---------- | ---------- | ----------- | ----------- | -------- | -------- | ----- | ------- |
| Jeimy Bernárdez | bieg na 100 m przez płotki | 14.36      | 8.         | —           | —           | NQ       | NQ       | NQ    | NQ      |

### Piłka nożna
Turniej mężczyzn
Reprezentacja Hondurasu w piłce nożnej mężczyzn brała udział w rozgrywkach grupy D turnieju olimpijskiego, w której wygrała jeden mecz i zremisowała dwa, awansując do ćwierćfinału, w którym uległa jednak reprezentacji Brazylii, odpadając z dalszych rozgrywek.
Tabela grupy
| Zespół    | Pld | W | D | L | GF | GA | GD | Pts |
| --------- | --- | - | - | - | -- | -- | -- | --- |
| Japonia   | 3   | 2 | 1 | 0 | 2  | 0  | +2 | 7   |
| Honduras  | 3   | 1 | 2 | 0 | 3  | 2  | +1 | 5   |
| Maroko    | 3   | 0 | 2 | 1 | 2  | 3  | -1 | 2   |
| Hiszpania | 3   | 0 | 1 | 2 | 0  | 2  | -2 | 1   |

Wyniki spotkań
Faza grupowa
| 26 lipca 2012 | Honduras                    | 2:2   | Maroko                                     |                                              |
| 12:00         | Jerry Bengtson 56', 65' (k) | (0:1) | 39' Abdelaziz Barrada · 67' Zakaria Labyad | Hampden Park, Glasgow Sędzia: Pavel Královec |
| 12:00         | 72' Zakarya Bergdich        | (0:1) |                                            | Hampden Park, Glasgow Sędzia: Pavel Královec |

| 29 lipca 2012 | Hiszpania | 0:1   | Honduras          |                                             |
| 17:00         |           | (0:1) | 7' Jerry Bengtson | St James' Park, Newcastle Sędzia: Juan Soto |

| 1 sierpnia 2012 | Japonia | 0:0   | Honduras |                                           |
| 17:00           |         | (0:0) |          | Ricoh Arena, Coventry Sędzia: Slim Jedidi |

Ćwierćfinał
| 4 sierpnia 2012 | Brazylia                                 | 3:2   | Honduras                                                                           |                                               |
| 16:00           | Leandro Damiao 38', 60' · Neymar 51' (k) | (1:1) | 12' Mario Martinez · 48' Roger Espinoza · 33' Wilmer Crisanto · 90' Roger Espinoza | St James' Park, Newcastle Sędzia: Felix Brych |

Skład
| Nr | Imię i nazwisko    | Data urodzenia (wiek) | Klub                   | Pozycja |
| -- | ------------------ | --------------------- | ---------------------- | ------- |
| 1  | José Mendoza       | 21.07.1989 (23)       | Platense Puerto Cortés | B       |
| 2  | Wilmer Crisanto    | 24.06.1989 (23)       | Victoria La Ceiba      | O       |
| 3  | Maynor Figueroa    | 2.05.1983 (29)        | Wigan Athletic         | O       |
| 4  | Hilder Colón       | 6.04.1989 (23)        | Real España            | O       |
| 5  | José Velásquez     | 8.12.1989 (22)        | Victoria La Ceiba      | O       |
| 6  | Arnold Peralta     | 29.03.1989 (23)       | CD Vida                | P       |
| 7  | Mario Martínez     | 30.07.1989 (22)       | Real España            | P       |
| 8  | Alfredo Mejía      | 3.04.1990 (22)        | Motagua Tegucigalpa    | P       |
| 9  | Anthony Lozano     | 15.04.1993 (19)       | Valencia B             | N       |
| 10 | Alexander López    | 5.06.1992 (20)        | Olimpia Tegucigalpa    | P       |
| 11 | Jerry Bengston     | 8.04.1987 (25)        | New England Revolution | N       |
| 12 | Orlin Peralta      | 12.02.1990 (22)       | CD Vida                | O       |
| 13 | Eddie Hernández    | 27.02.1991 (21)       | Platense Puerto Cortés | N       |
| 14 | Andy Najar         | 16.03.1993 (19)       | D.C. United            | P       |
| 15 | Roger Espinoza     | 25.10.1986 (25)       | Sporting Kansas City   | P       |
| 16 | Johnny Leverón (c) | 7.02.1990 (22)        | Motagua Tegucigalpa    | O       |
| 17 | Luis Garrido       | 5.11.1990 (21)        | Olimpia Tegucigalpa    | P       |
| 18 | Francisco Reyes    | 7.02.1990 (22)        | Olimpia Tegucigalpa    | B       |

Trener:  Luis Suárez

### Pływanie
Mężczyźni
| Zawodnik        | Konkurencja   | Eliminacje | Eliminacje | Półfinał | Półfinał | Finał | Finał   |
| Zawodnik        | Konkurencja   | Czas       | Miejsce    | Czas     | Miejsce  | Czas  | Miejsce |
| --------------- | ------------- | ---------- | ---------- | -------- | -------- | ----- | ------- |
| Allan Gutiérrez | 400m dowolnym | 4:09.10    | 28.        | —        | —        | NQ    | NQ      |

Kobiety
| Zawodniczka   | Konkurencja       | Eliminacje | Eliminacje | Półfinał | Półfinał | Finał | Finał   |
| Zawodniczka   | Konkurencja       | Czas       | Miejsce    | Czas     | Miejsce  | Czas  | Miejsce |
| ------------- | ----------------- | ---------- | ---------- | -------- | -------- | ----- | ------- |
| Karen Vilorio | 100 m grzbietowym | 1:06.38    | 41.        | NQ       | NQ       | NQ    | NQ      |

### Podnoszenie ciężarów
Mężczyźni
| Zawodnik         | Konkurencja | Rwanie | Rwanie  | Podrzut | Podrzut | Razem | Pozycja |
| Zawodnik         | Konkurencja | Wynik  | Pozycja | Wynik   | Pozycja | Razem | Pozycja |
| ---------------- | ----------- | ------ | ------- | ------- | ------- | ----- | ------- |
| Cristopher Pavón | Do 94 kg    | 140    | 15.     | 180     | 16.     | 320   | 18.     |

### Strzelectwo
Kobiety
| Zawodniczka     | Konkurencja                | Kwalifikacje | Kwalifikacje | Finał  | Finał   |
| Zawodniczka     | Konkurencja                | Punkty       | Miejsce      | Punkty | Miejsce |
| --------------- | -------------------------- | ------------ | ------------ | ------ | ------- |
| Claudia Fajardo | pistolet pneumatyczny 10 m | 348          | 48.          | NQ     | NQ      |

### Zapasy
Mężczyźni
Styl wolny
| Zawodnik        | Konkurencja | Kwalifikacje     | 1/8              | Ćwierćfinał      | Półfinał         | Repasaż 1        | Repasaż 2        | Finał            | Finał   |
| Zawodnik        | Konkurencja | Przeciwnik Wynik | Przeciwnik Wynik | Przeciwnik Wynik | Przeciwnik Wynik | Przeciwnik Wynik | Przeciwnik Wynik | Przeciwnik Wynik | Miejsce |
| --------------- | ----------- | ---------------- | ---------------- | ---------------- | ---------------- | ---------------- | ---------------- | ---------------- | ------- |
| Brandon Escobar | Do 55 kg    | BYE              | Jaburian P 1-3   | NQ               | NQ               | NQ               | NQ               | NQ               | 12.     |